# El Nasr Motors
La fábrica de automóviles El Nasr (en árabe: النصر‎, la forma completa de la razón social es: Compañía de manufactura y autopartes El Nasr) es una fábrica de propiedad del gobierno de Egipto, fundada en 1960 en la localidad de Helwan. Desde 1979, dicha compañía ha producido vehículos bajo licencia de la FIAT del Fiat 1100R, Fiat 1300, Fiat 2300, Fiat 128, Fiat 125, Fiat 133, Fiat 126, Fiat 127 Mk. 2, durante 1983-1992 el FSO Polonez y en 1991 introdujo una amplia gama de los modelos de la Fiat licenciados a la compañía y licenciataria turca Tofaş. A principios del año 2000 la firma Nasr comienza la producción del Florida bajo licencia de la firma serbo-italiana Zastava.

## Historia
La firma Nasr surge como el reemplazo de la extinta y efímera Ramses automobile (a su vez que esta era también de propiedad estatal), la que sufrió por sus pobres diseños y el poco desempeño de los coches diseñados (básicamente basados en el NSU Prinz, el cual fue remanufacturado para el mercado local). La Nasr se creó con la idea de dar a los egipcios un auto asequible (aunque en la realidad sus precios le hacían inadquirible para la gran mayoría de los egipcios). La empresa también sería la base de la creación de una industria pesada en Egipto como parte de los esfuerzos generalizados para propender a una rápida industrialización, iniciados tras la Revolución egipcia de 1952, que hizo que millones de egipcios del campo llegaran a las ciudades en espera de oportunidades de trabaj en las novísimas fábricas y en los recientemente creados centros industriales.

### Inicios
La decisión de ensamblar y/o fabricar coches con el uso de licencias extranjeras bajo la marca Nasr probablemente se basarían en el evitar primariamente los errores de ingeniería y de diseño asociados con los intentos previos de una fábrica con capacidades de manufactura doméstica pero que resultó poco eficiente. Poco después, los coches compactos y económicos de la FIAT (producidos en conjunto con las firmas también licenciatarias de la Fiat en Europa oriental como la FSO y la Crvena Zavod Zastava), los cuales fueron adaptados al duro entorno del mercado egipcio y a su poca disposición de carreteras asfaltadas. Luego de esto, la Nasr se volcaría a  expandir su producción a la línea de vehículos utilitarios y de máquinas agrícolas, así como de camiones de carga y chasis para pasajeros.

### Años 80
Con el paso de los años, los progresos de la Nasr como fabricante de automóviles se traducirían en un coche con un muy buen nivel de ventas, el Nasr 128 GLS, el cual empezó a mostrar su veteranía en curso (su diseño no había sido alterado desde 1970). Consecuentemente, la Nasr empieza la producción de una nueva gama de vehículos, una vez más basados en un modelo FIAT existente, en los que se incluyen el Regata, y algunos de los modelos de la Tofaş basados en modelos licenciados por la Fiat, particularmente el Tofaş Dogan y el Şahin. Ya después de este esfuerzo, la Nasr comienza a buscar otra clase de coches más acorde al nuevo mercado egipcio, ya no enmarcado en el ámbito socialista, sino en el del marco global.

### Actualidad
A inicios del siglo 21, se inicia la relación más firme, con la entrada en producción de coches Zastava, rebautizado como el "Nasr Florida". La position de la firma
Nasr en Egipto aún permanece fuerte, en gran medida a que los vehículos construidos bajo dicha marca obtienen su reconocimiento gracias a su comparativa calidad y a su asequibilidad frente a los modelos de vehículos importados. Empero, estos coches carecen relativamente de diseños modernos (especialmente en los aspectos de seguridad pasiva en sus accesorios estándar y en toros dispositivos de confortamiento al pasajero), y la incurrente gama de coches importados a Egipto en el rango de modelos similares (como los Škoda, Honda, Mazda, Kia y Hyundai), que le han restado penetración a la Nasr en su mercardo natural.

## Modelos de autos de El Nasr en producción
- Nasr Sahin 1400/1600 SL : basados en el Tofaş Şahin. Desde el 2005 se les ha dotado de sistemas de Inyección Electrónica a dichos motores.
- Nasr 125: basado en el Fiat Polski 125p - fuera de producción
- Nasr 133: basado en el Seat 133
- Nasr 128 GLS 1300: basado en el Fiat 128
- Nasr Florida 1400: basado en el Zastava Florida In
- Nasr Polonez 1500: basado en el FSO Polonez 1500
- Nasr Polonez MR'89: basado en el FSO Polonez MR'86/MR'87/MR'89
- Nasr 131 Dogan: basado en el Tofaş 131 Doğan (Fiat 131) - fuera de producción desde 1995 (fue reemplazado por el Sahin 1600 en el año 2005)
- Nasr 131 Kartal : basado en el Tofaş 131 Kartal (Fiat 131 SW) - fuera de producción.

## Otros fabricantes de automóviles con sede en Egipto
Sumados a la Nasr, hay otros fabricantes como la AAV - Arab American Vehicles, el Ghabbour group, la Compañía de Manufactura Automotríz Watania, y la Fábrica de Vehículos Comerciales de Egipto, producen también automóviles en Egipto. MCV Egipto se crea en 1994 como una casa de representación para la Mercedes-Benz en el sector de vehículos utilitarios y comerciales en Egipto, y luego comenzaría con el ensamblaje de autobuses y camiones para el mercado doméstico y la exportación hacia el Mundo Árabe, África, y Europa del este. La planta de fabricación de Salheya emplea a unos 1000 obreros calificados.